# Alash’le Abimiku
Alash'le Grace Abimiku es Directora Ejecutiva del Centro Internacional de Investigación de Excelencia en el Instituto de Virología Humana de Nigeria y profesora de Virología en la Facultad de Medicina de la Universidad de Maryland.

## Biografía
Abimiku nació en Nigeria. Estudió microbiología en la Universidad Ahmadu Bello. Se mudó a la Escuela de Higiene y Medicina Tropical de Londres para sus estudios de posgrado, donde obtuvo un máster en 1983 y un doctorado en 1998. Allí se especializó en la investigación de retroviridae y de métodos de protección contra la infección causada por la bacteria Campylobacter jejuni.

## Trayectoria Científica
Tras obtener su doctorado, Abimiku trabajó como investigadora postdoctoral con Robert Gallo en el Instituto Nacional del Cáncer (Estados Unidos), donde impulsó colaboraciones entre científicos en Nigeria, su país natal, e investigadores de la Facultad de Medicina de la Universidad de Maryland.
Gallo y Abimiku inauguraron el Centro Internacional para la Cultura Científica - Laboratorio Mundial de Investigación del sida en Jos. Si bien Abimiku había planeado aislar una cepa particular de VIH, descubrió que tenía que concentrarse en la detección básica y la educación comunitaria. Finalmente estudió la cepa del VIH que prevalece en Nigeria; identificando que era el subtipo no-B relacionado con el subtipo G del VIH. Abimiku pidió que se incluyan cepas africanas en los estudios de vacuna contra el VIH. En 2004, ayudó a establecer una asociación con Nigeria utilizando fondos del Plan de Emergencia del Presidente para el Alivio del SIDA (PEPFAR). Abimiku estudia el papel del VIH en la patogénesis de la enfermedad así como los efectos de la coinfección por tuberculosis (TB) y por VIH. Ha considerado la epidemiología molecular y la evolución de los subtipos y la resistencia al VIH, el desarrollo de cohortes para estudios epidemiológicos sobre el VIH y la epidemiología de virus seleccionados.
Los nigerianos son uno de los grupos más propensos a sufrir TB y VIH en el mundo, lo que los hace propensos a sufrir tuberculosis multirresistente (MDR-TB), una enfermedad transmitida por el aire. En 2010, Abimiku y el Instituto de Virología Humana de Nigeria abrieron un laboratorio de Bioseguridad de Nivel 3, el primero de este tipo en África, para investigar la prevalencia de la MDR-TB. El laboratorio, que está localizado en contenedores con prefiltros para resistir los vientos secos y polvorientos, también puede evaluar la TB extremadamente resistente a los medicamentos (XDRTB). Incluye un laboratorio presurizado negativamente que permite el manejo de agentes infecciosos. Este laboratorio contribuyó a alcanzar los objetivos 90-90-90 del programa ONUSIDA y al diagnóstico precoz.
En 2012, Abimiku desarrolló la Sociedad Internacional de Repositorios Biológicos y Ambientales (IBSER) que puede procesar y almacenar muestras biológicas. El repositorio fue apoyado por el programa Herencia Humana y Salud en África (H3 África) de los Institutos Nacionales de Salud (Estados Unidos), iniciado por Charles Rotimi.
Ha participado en la transición del plan PEPFAR hacia una situación en la que los gobiernos locales y las organizaciones indígenas son responsables del cuidado de las personas infectadas por el VIH. El Instituto de Virología Humana de Nigeria está actuando para apoyar este movimiento. En 2018 Abimiku fue cofundadora del Centro Internacional de Investigación de Excelencia ubicado en el Instituto de Virología Humana de Nigeria. El centro se centrará en desarrollar la capacidad de los científicos africanos, así como en apoyar la investigación que afecta al país.

### Servicios académicos
Abimiku es miembro del grupo asesor de la Universidad de Ciudad del Cabo y del Plan de Investigación y Desarrollo de la Organización Mundial de la Salud. Fue presidenta de la junta de la Sociedad Africana de laboratorios clínicos, y miembro de la junta del Instituto Nigeriano de Investigación Médica. Anteriormente trabajó en el comité asesor de vacunas contra el VIH de la Organización Mundial de la Salud y en el programa de vacunas contra el sida. Abimiku sirve en el Comité de Estudios Poblacionales Longitudinales de Wellcome Trust.

### Publicaciones destacadas
Entre sus publicaciones destacan:
- Laboratory diagnosis of tuberculosis in resource-poor countries: challenges and opportunities[21]
- Patient Retention and Adherence to Antiretrovirals in a Large Antiretroviral Therapy Program in Nigeria: A Longitudinal Analysis for Risk Factors[22]
- Update on HIV-1 diversity in Africa: a decade in review[23]